# Gewone kustworm
De gewone kustworm (Tubificoides pseudogaster) is een ringworm uit de familie van de Naididae. De wetenschappelijke naam van de soort werd, als Limnodrilus pseudogaster, voor het eerst geldig gepubliceerd in 1960 door Dahl.